# Selve Automobilwerke
Pour les articles homonymes, voir Selve.

Selve, plaque émaillée apposée sur les radiateurs

Selve Automobilwerke AG était un constructeur automobile allemand de 1919 à 1934 (Selve automobilwerke Gmbh (Sarl) de 1919 à 1922, puis Selve Automobilwerke AG (SA) de 1922 à 1934).
À l’origine existait la marque allemande Basse und Selve, fabricant de moteurs d’automobiles, de motos, de bateaux et d’avions. Basse und Selve fournissait des moteurs à divers constructeurs automobiles dont Beckmann (de), Mannesmann et Heim. Cette usine installée à Altena en Westphalie, fut fondée en 1908 par Gustav Selve, (28 février 1842 - 7 novembre 1909)
Son fils Walther von Selve (25 juillet 1876 - 5 janvier 1948), devenu « Docteur » en 1919 et inventeur du piston en aluminium (Devint Baron en 1918 à la suite de son mariage avec Else Wieland en 1910), prit la succession de l'entreprise à la mort de son père.
À la déclaration de la Première Guerre mondiale, en 1914, Ernst Lehmann, ingénieur allemand, ancien de chez Daimler puis directeur technique chez le constructeur belge La Métallurgique de 1903 à 1914, dut rentrer en Allemagne à cause du conflit et fut engagé comme directeur technique par la firme Selve.
Dès l’armistice, en 1919 l’ingénieur Walther von Selve absorbe la N.A.W. (Norddeutschen Automobilwerke), fondée en 1907, qui produisait les voitures Colibri et Sperber, et transforme la raison sociale en Selve automobilwerk Gmbh (S.A.R.L.) et en 1922 en Selve automobilwerk AG (S.A.) et s’installe à Hameln / Weser; au sud-ouest de Hanovre pour construire de nouvelles automobiles. L'usine employait 700 personnes.
En 1926, (année de la fusion de Daimler et de Benz), en collaboration avec la nouvelle Daimler-Benz AG, les firmes Horch et Selve automobilwerke AG construisaient le prototype de la première Mercedes Benz type G1 (W103).
À la suite de la crise de 1929, la Selve automobilwerke AG dut fermer ses portes en 1934, deux ans après sa société sœur fabricant les moteurs Basse und Selve.

## Publicités

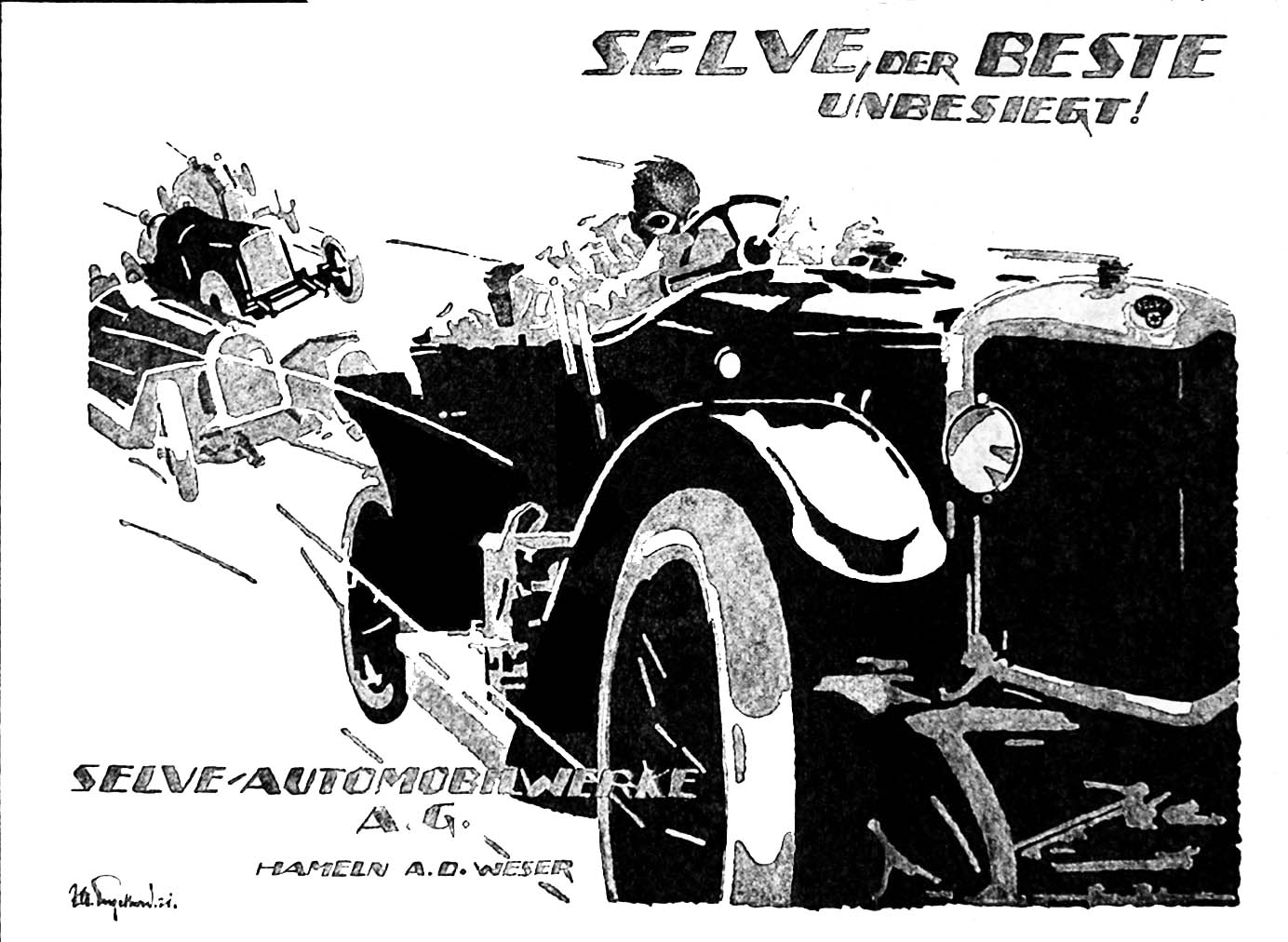
Publicité de la « Selve Automobilwerke AG »
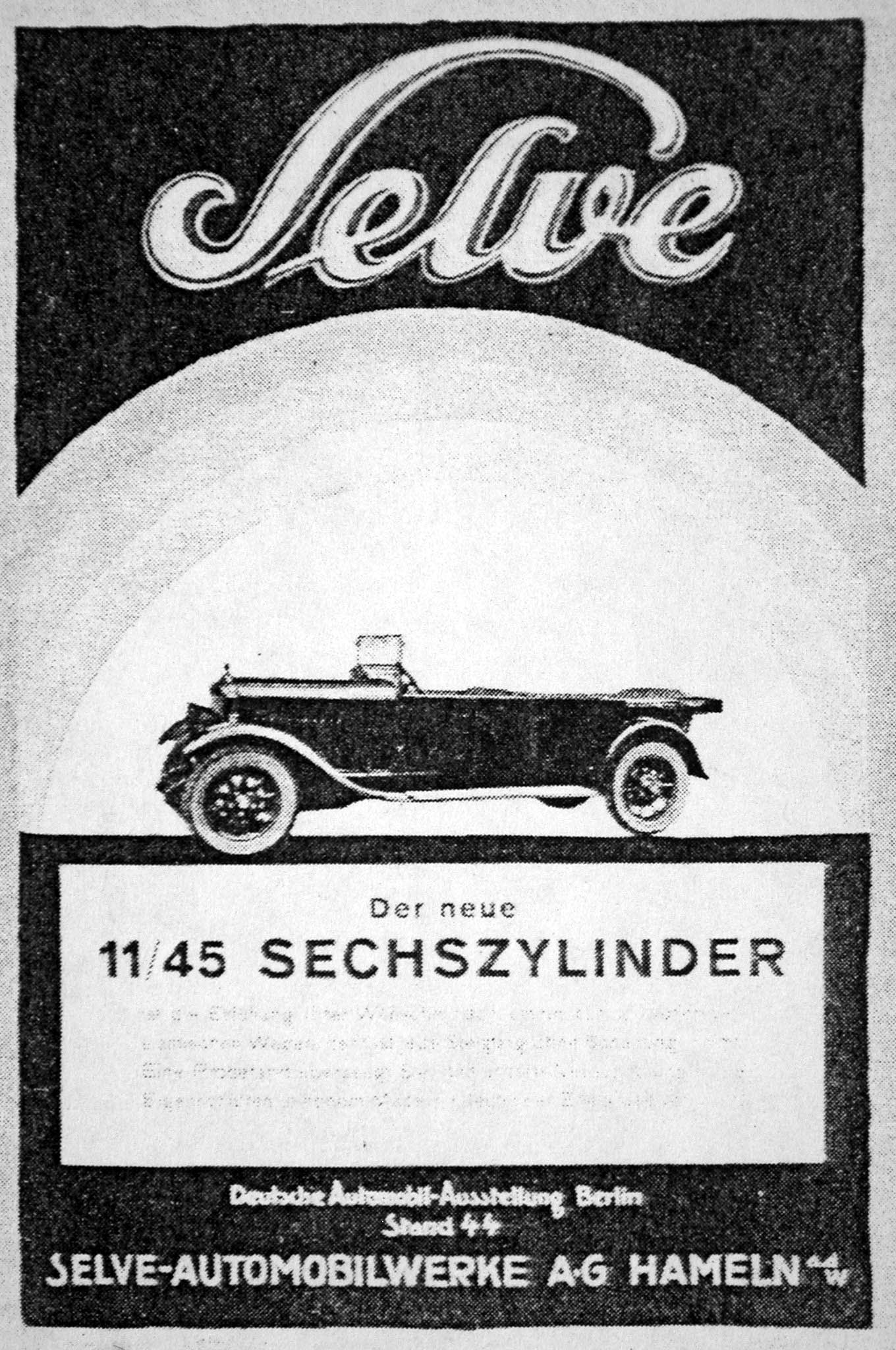
Publicité de la « Selve Automobilwerke AG »
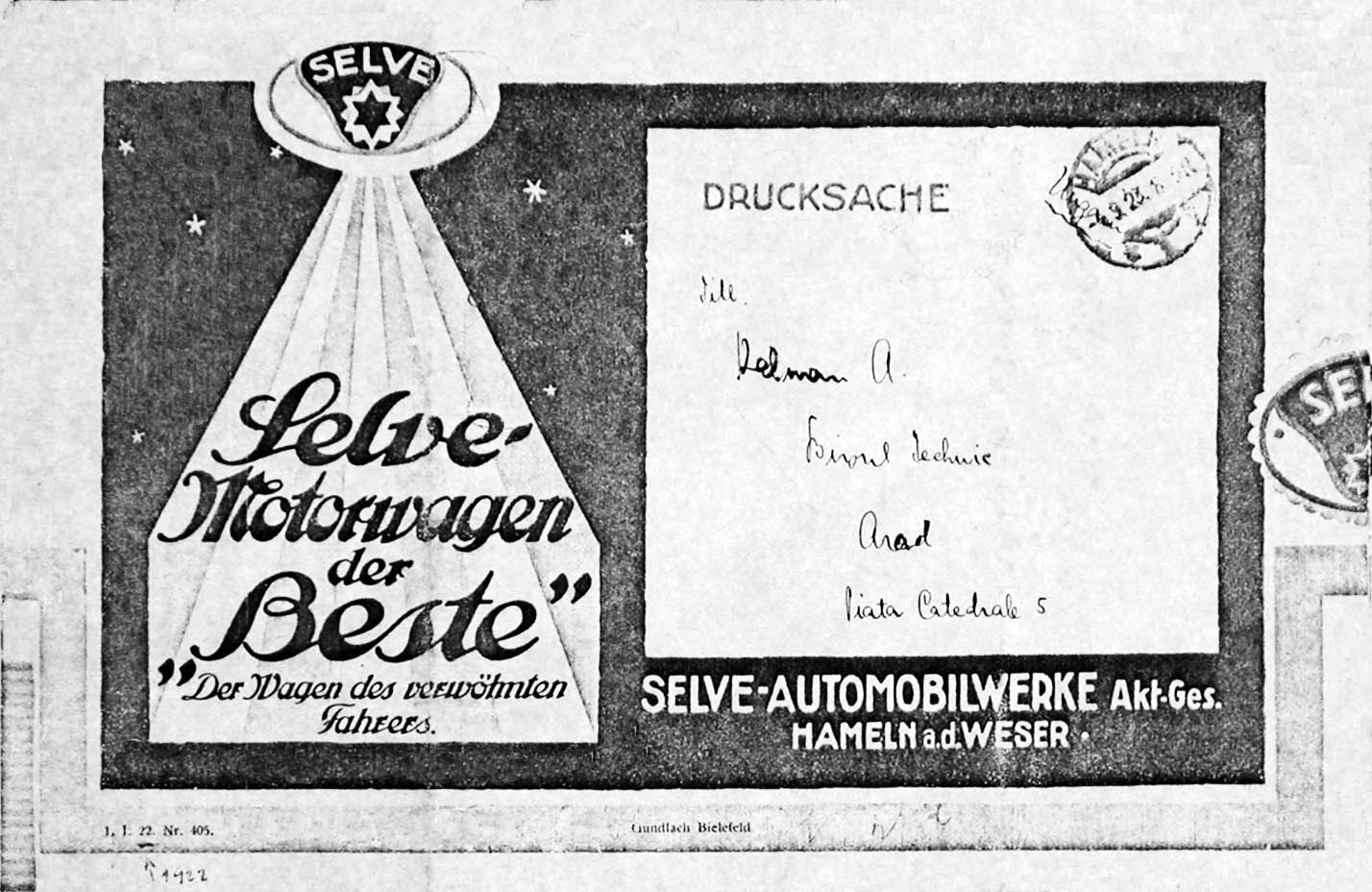
Publicité de la « Selve Automobilwerke AG »
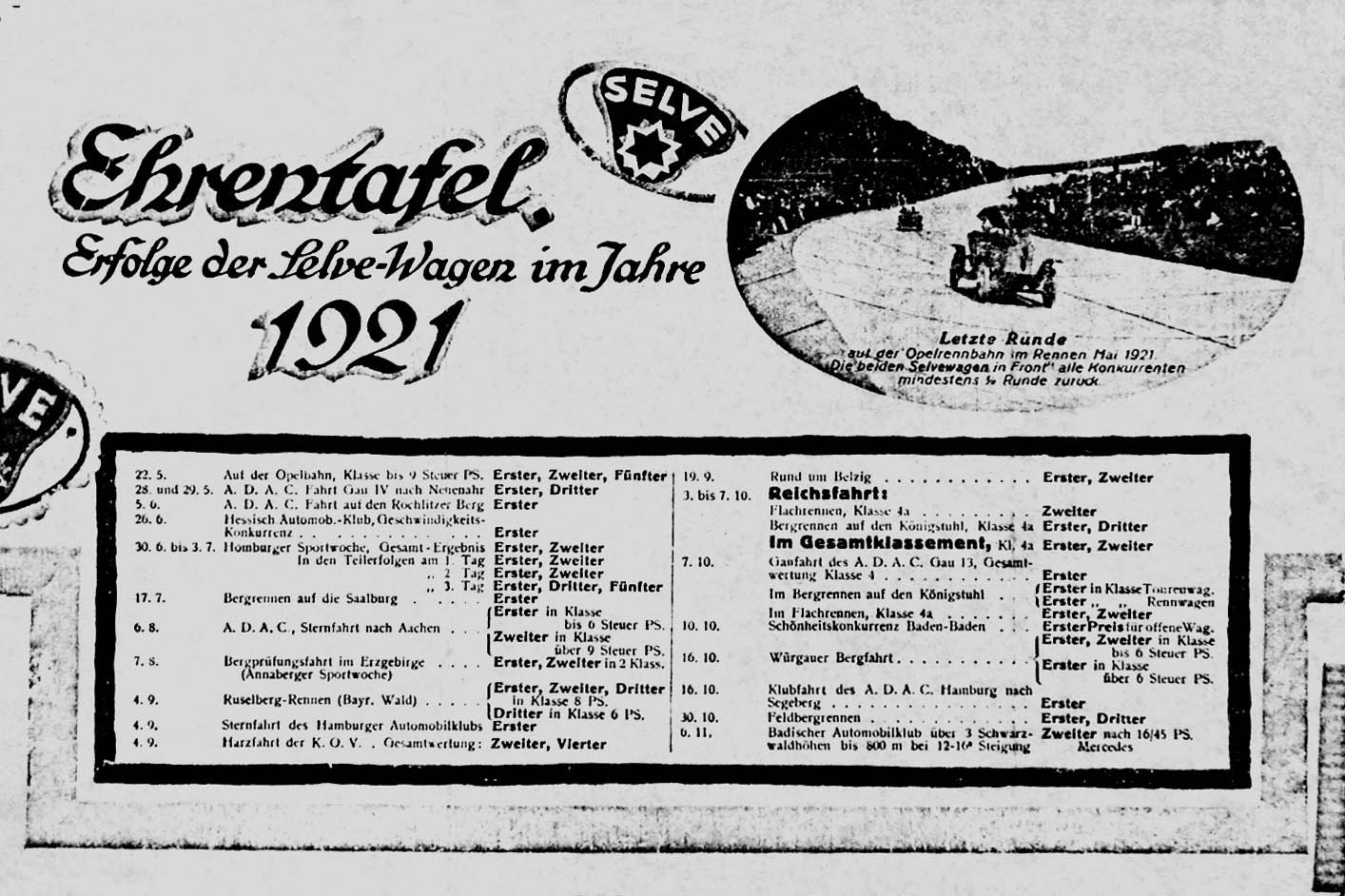
Publicité de la « Selve Automobilwerke AG »
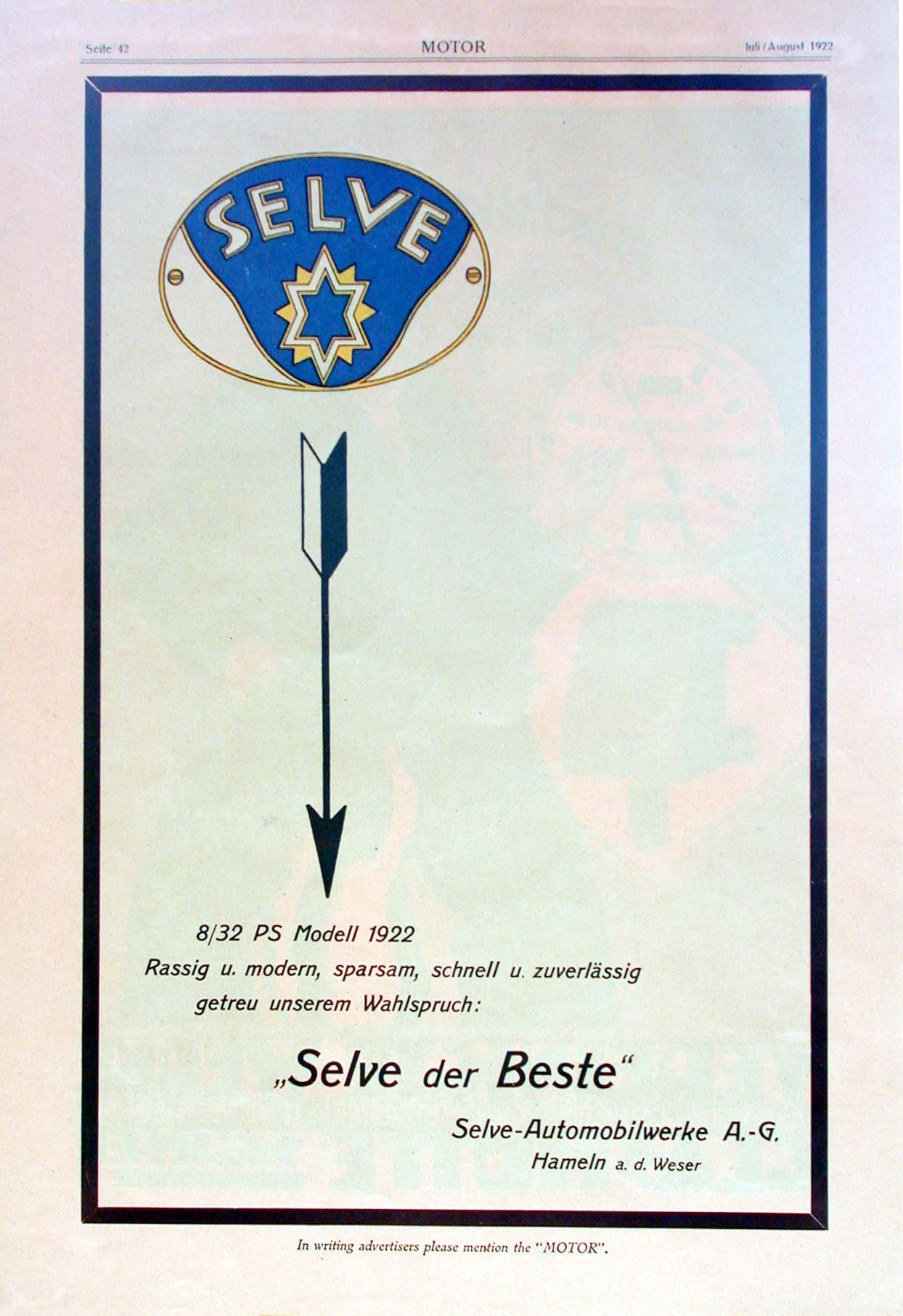
Publicité de la « Selve Automobilwerke AG »
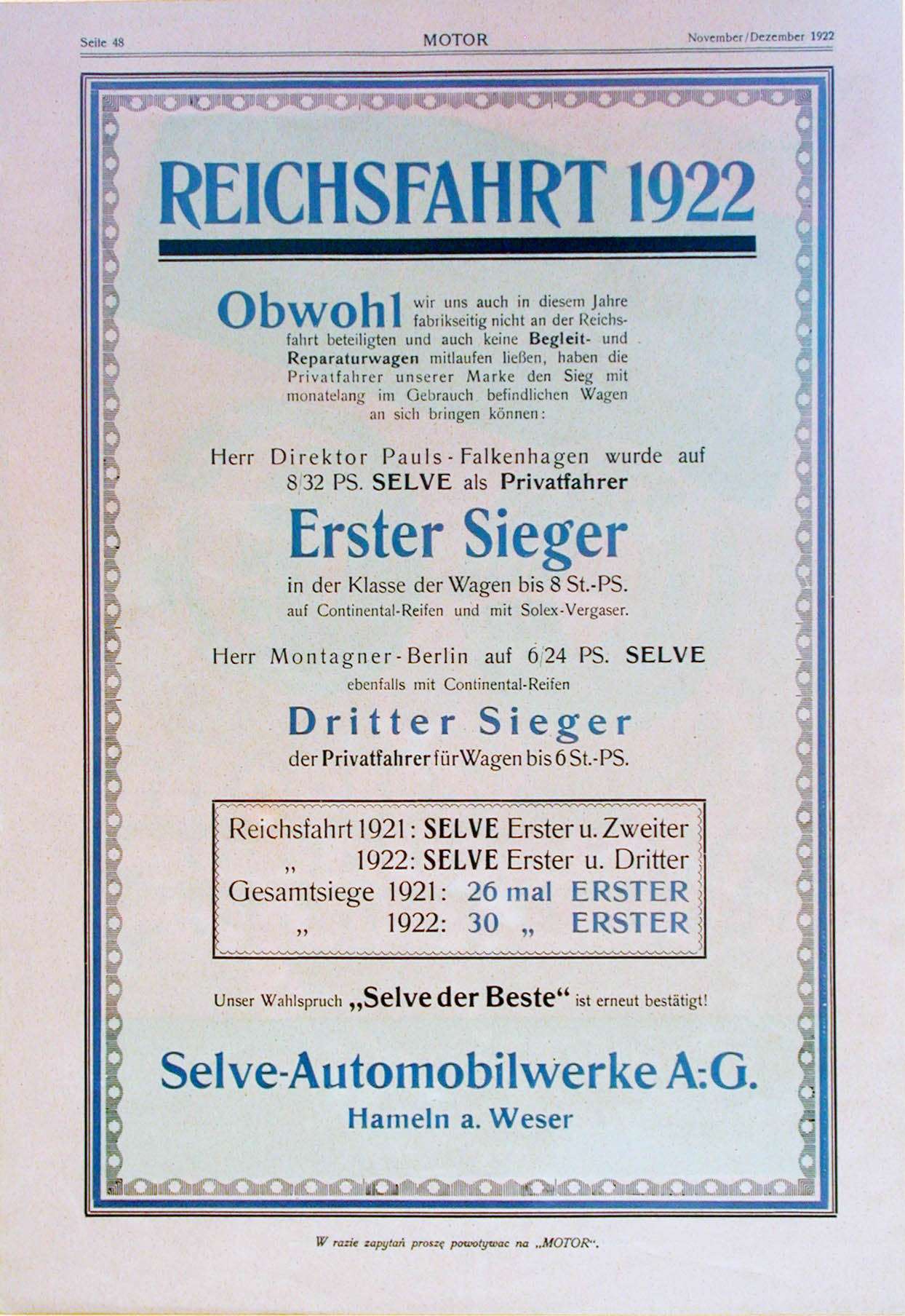
Publicité de la « Selve Automobilwerke AG »

## Selve 6/20 PS et 6/24 PS
Dès 1919 sort la première voiture Selve, la 6/20 PS (PS = pferdesträke = HP ou ch), il s’agissait d’un modèle découvert équipé d’un groupe 4 cylindres en ligne de 1 570 cm3 à soupapes latérales et pistons en aluminium qui développait 20 ch et commercialisée de 1919 à 1921. La boîte de vitesses à quatre rapports était encore séparée du moteur et placée sur un petit châssis complémentaire. La puissance fut portée par la suite à 24 ch sur la 6/24 PS  de 1921 à 1923. Pour l'anecdote, ce fut la première voiture achetée par Adolf Hitler en 1920.

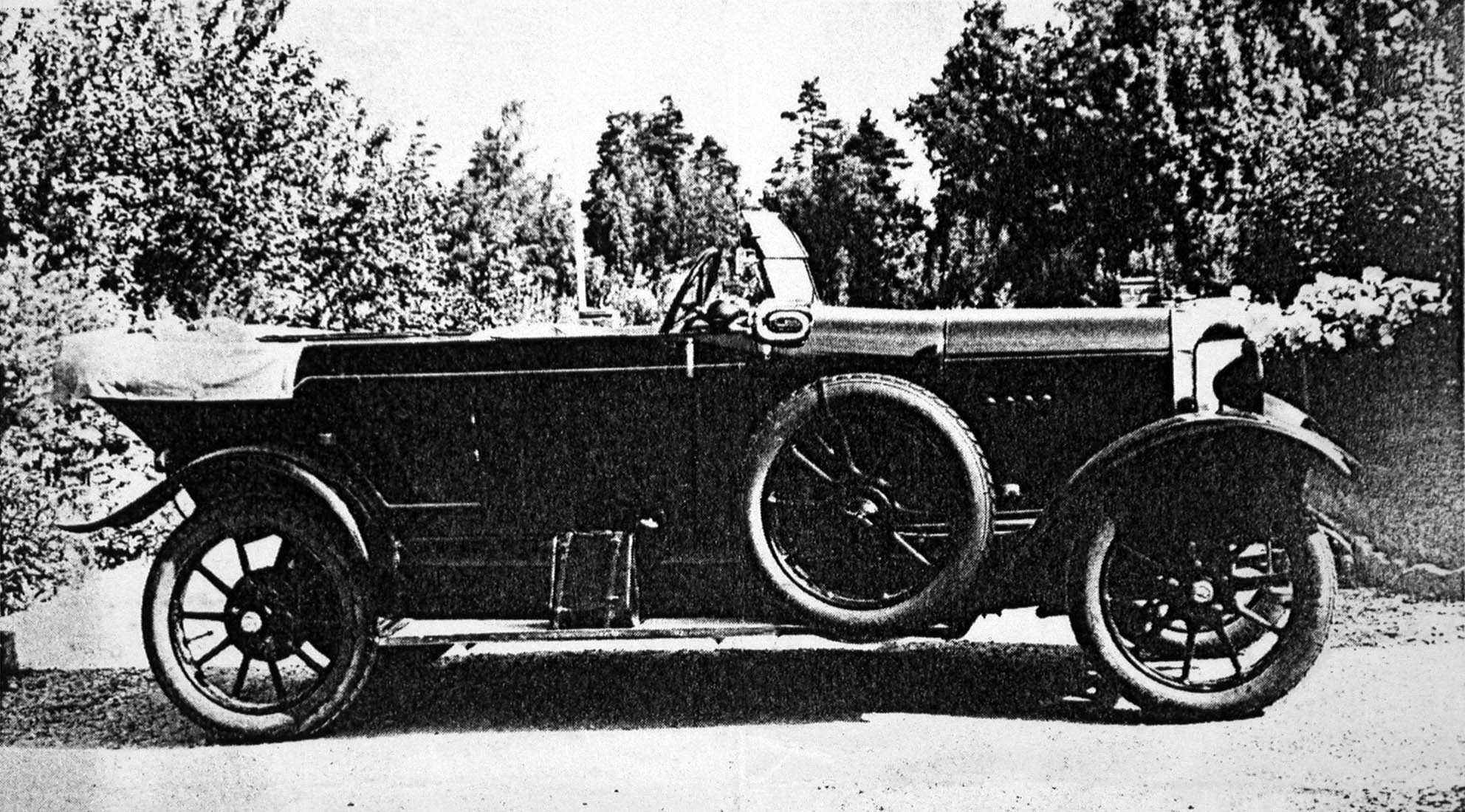
Selve 6/24 PS, modèle 1919-1920, torpédo, carrosserie de série.
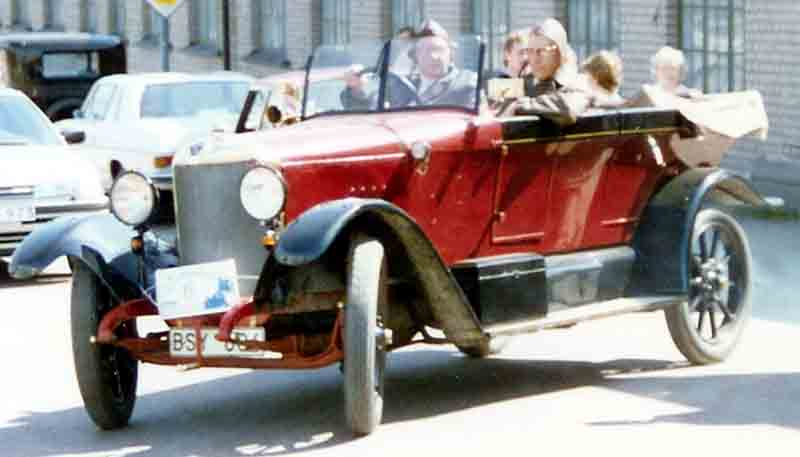
Selve 6/24 PS, 1920.

## Selve 8/30 PS et 8/32 PS
Le deuxième modèle, découvert lui aussi, dénommé 8/30 PS, apparut en 1920 avec un moteur de 2 086 cm3 et une puissance de 30 ch. De 1922 à 1925 la puissance était portée à 32 ch et pris l’appellation de 8/32 PS.

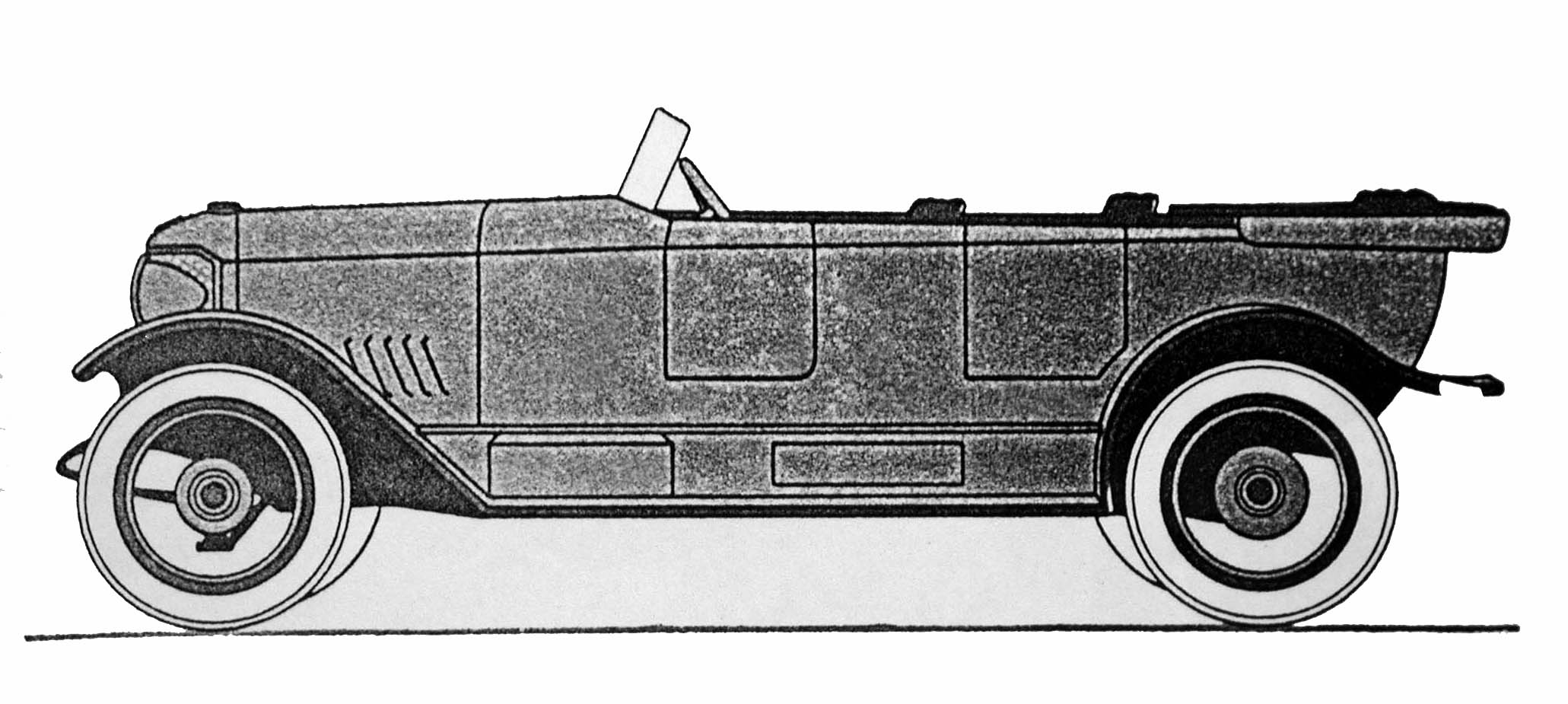
Selve 8/32 PS, 1922-1925, phaéton, carrosserie de série International
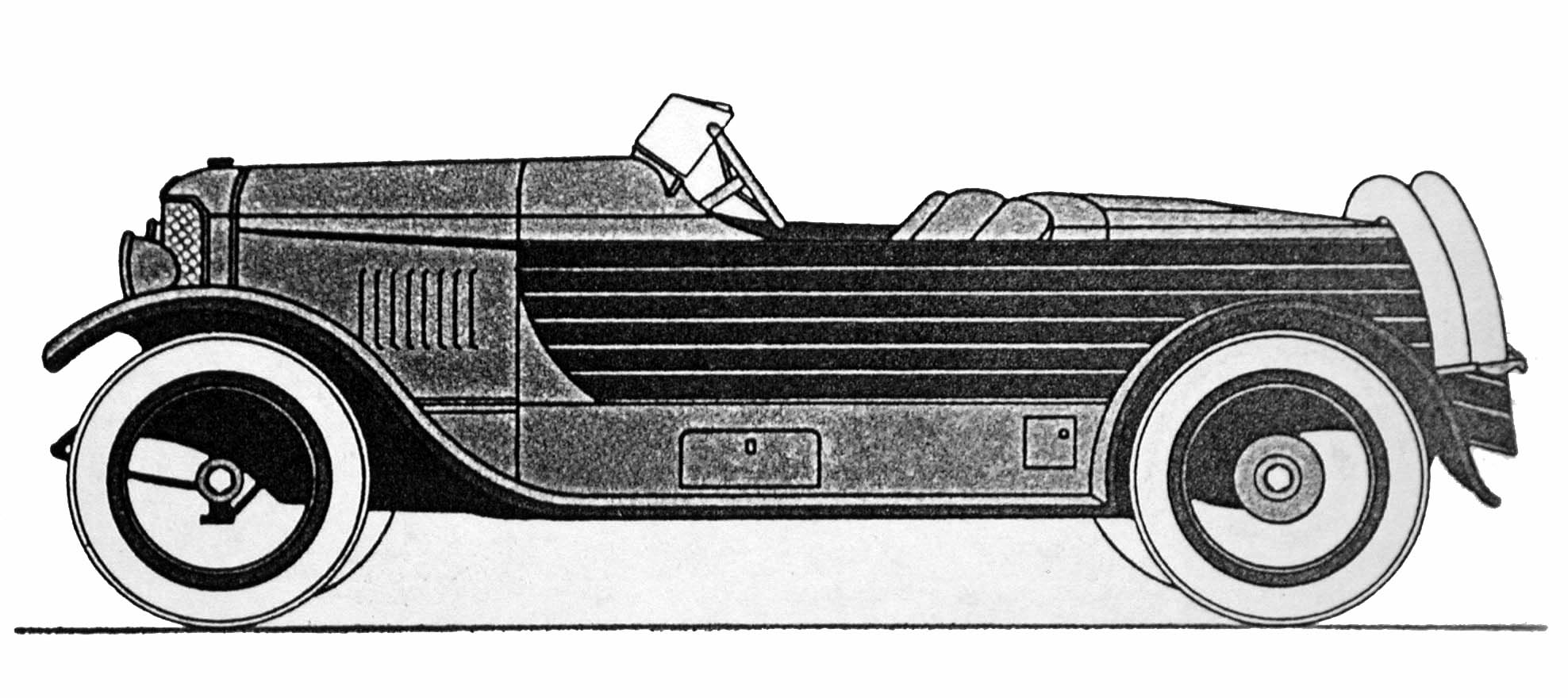
Selve 8/32 PS, 1922-1925, phaéton, carrosserie Kruck-Werk, Frankfort sur le Main
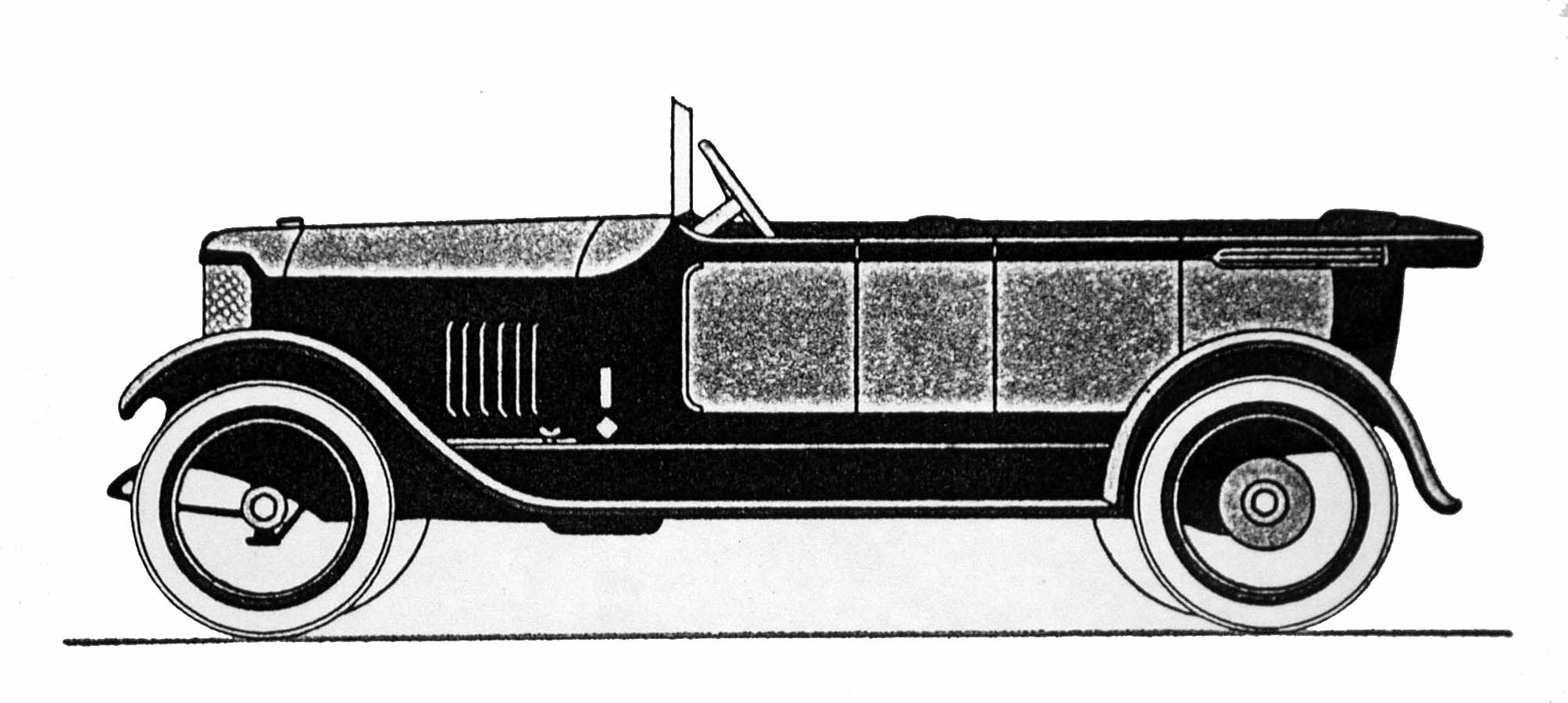
Selve 8/32 PS, 1922-1925, phaéton, carrosserie A. Kellner, Berlin

Ces voitures, rapides et puissantes, connurent très vite le succès grâce à leurs performances.
En plus de Ernst Lehmann, la Selve automobilwerk AG. a employé également deux autres ingénieurs en chef renommés, il s’agissait de Karl Slevogt (de), ancien de chez Appolo, entré en 1925 comme directeur de la firme en 1925 et de Paul Heinz.
Les voitures de sport et de course que produisit la firme ne furent construites que durant la période 1921 -1926. Elles se basaient exclusivement sur des voitures de série existantes, des quatre cylindres à soupapes latérales de 1570 et 2 086 cm3, dont les châssis étaient raccourcis et à carrosseries ouvertes à deux places, relativement élevées. Dès 1921 - 1922, ces voitures prirent le départ sur l’Avus, pilotées par Lehman et Koster.

## Selve 8/40 PS et SL 40
La première voiture de sport commercialisée de 1923 à 1925 fut la 8/40 PS dotée d’un quatre cylindres de 2 091 cm3 de 40 ch à 2 500 tr/min. Cette 8/40 PS devint ensuite 9/40 PS et la cylindrée portée à 2 352 cm3. Ce modèle était également disponible en version affutée développant 65 ch.

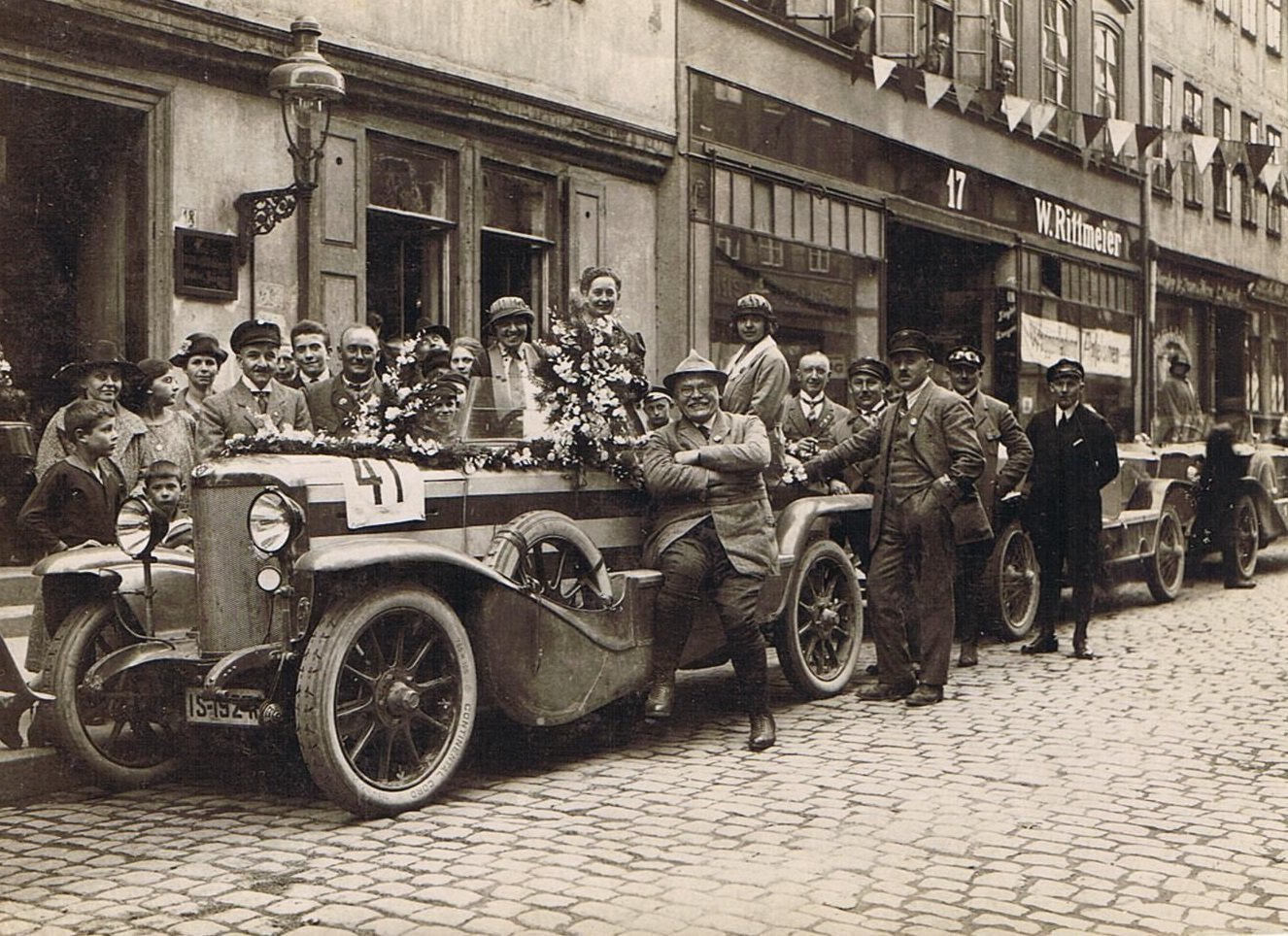
Automobile SELVE SL40 (première version)
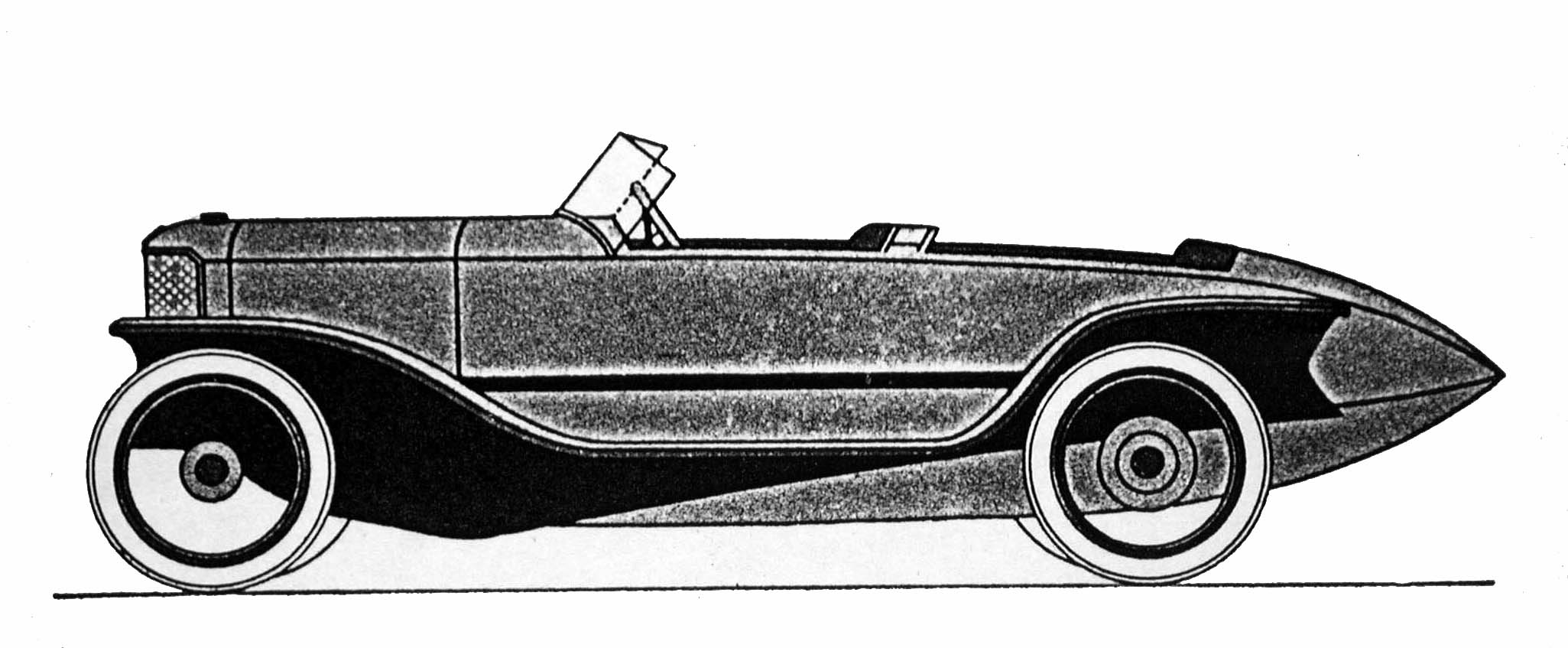
Selve 8/40 PS Sport, type SL 40

Vers 1925, lorsque Karl Slevogt fut engagé, sortirent des voitures de sport et de courses améliorées. Comme il l’avait fait chez Apollo, Slevogt utilisa en partie des carrosseries profilées. Par ailleurs, il disposait à présent de moteurs plus puissant et mieux adaptés aux exigences de la course. Les Selve de sport conçues par Slevogt, telle la SL 40, était équipées d’un moteur à quatre cylindres de 2 091 cm3 (77,8 × 110 mm) et de soupapes alternées développant 65 ch à 3 000 tr/min pour une vitesse de 140 km/h. Mais les châssis étaient assez lourds, les résultats s’en ressentaient et les Selve ne firent jamais d’étincelles en compétition de vitesse. Ce sont les courses de côte qui leur apportèrent la plupart de leurs succès. Après 1926, ces voitures disparurent complètement des circuits allemands.

## Selve 9/36 PS
En 1926, apparut la 9/36 PS, dernière voiture découverte de la marque, dotée d’un quatre cylindres de 2 360 cm3 de 36 ch à 2 800 tr/min et boîte trois vitesses, roulant à 86 km/h.

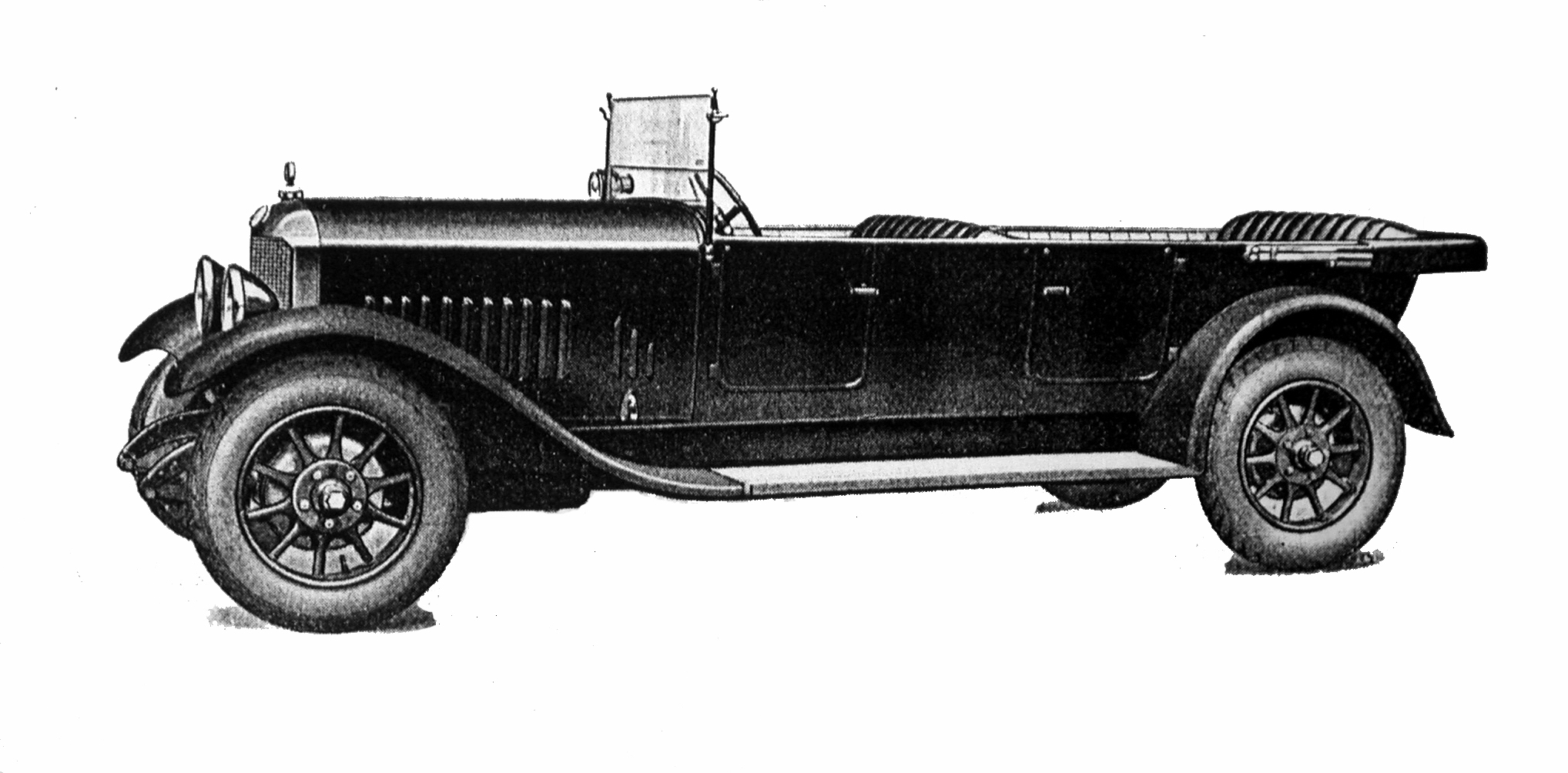
Selve 9/36 PS, 1926-1927
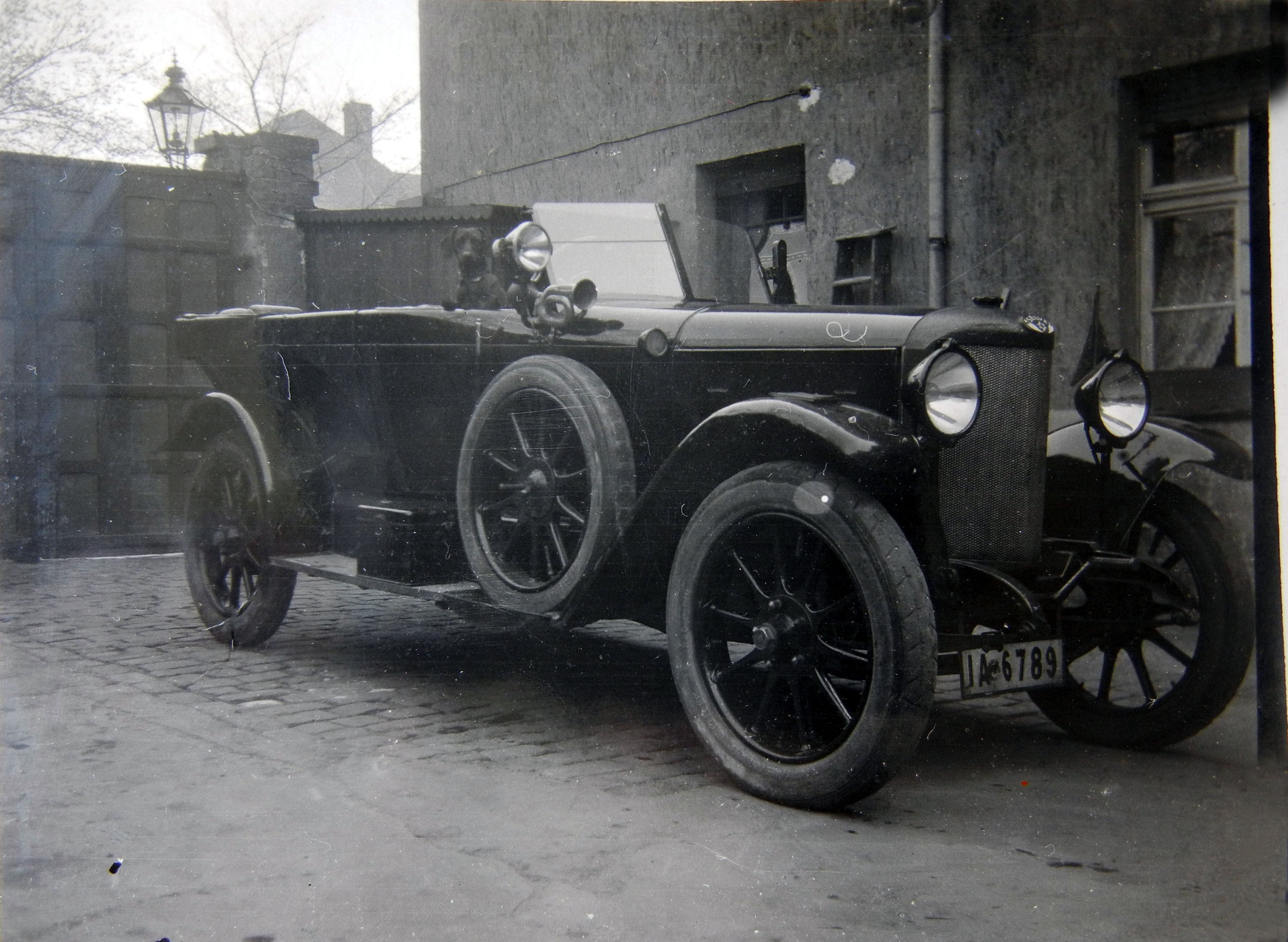
Automobile Selve 9/36 PS, 1926-1927
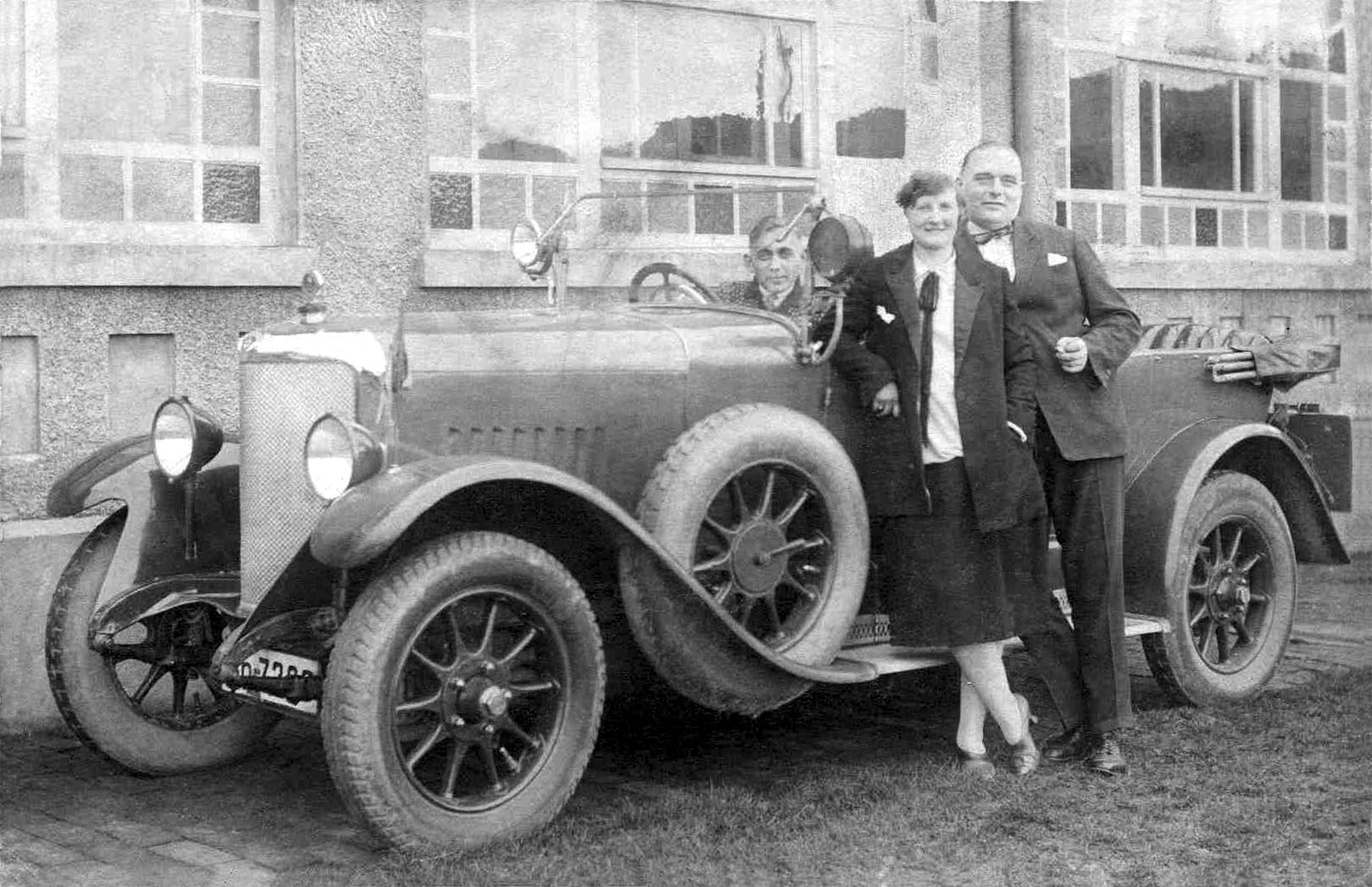
Automobile Selve 9/36 PS, 1926-1927
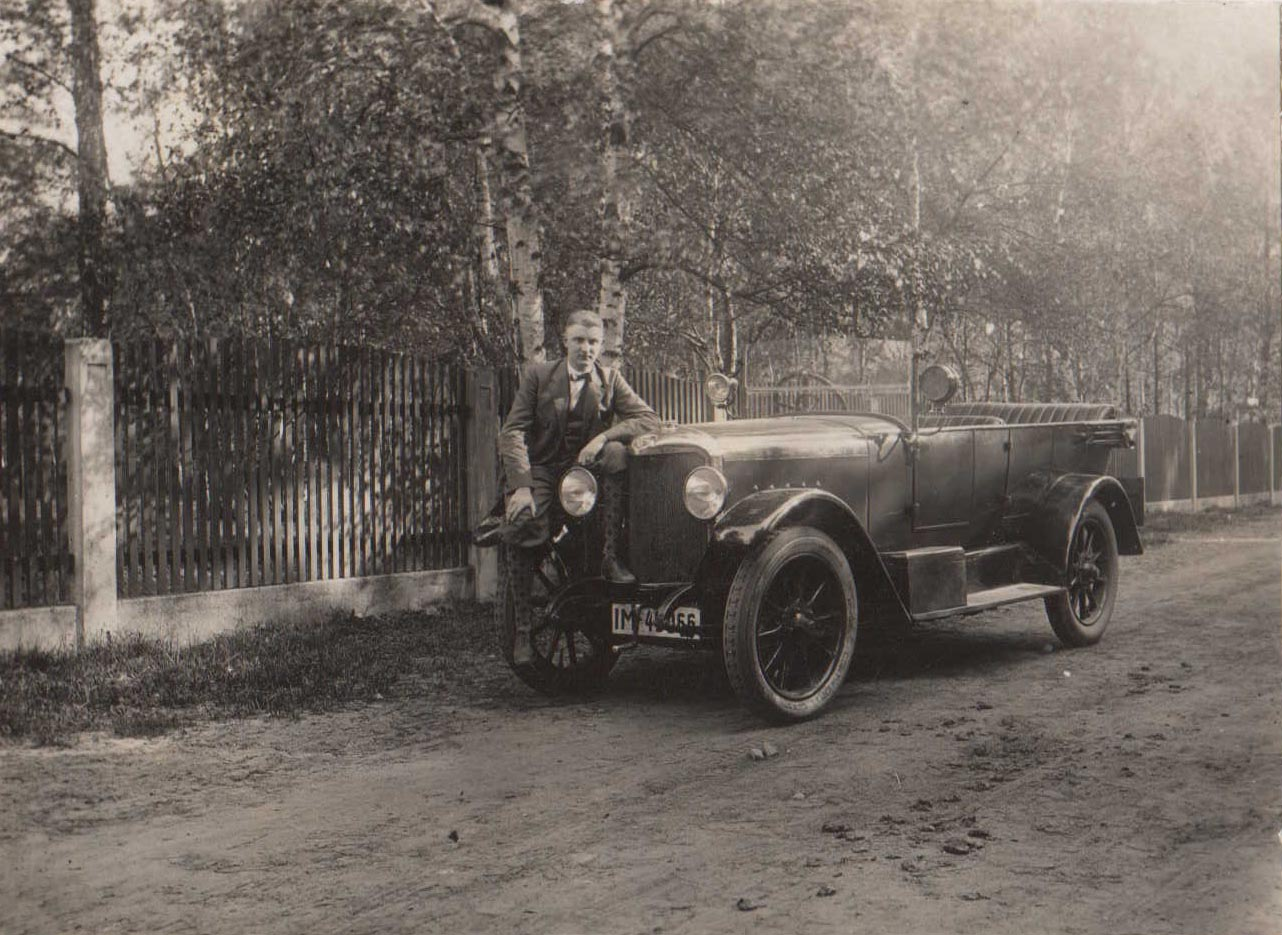
Automobile Selve 9/36 PS, 1926-1927
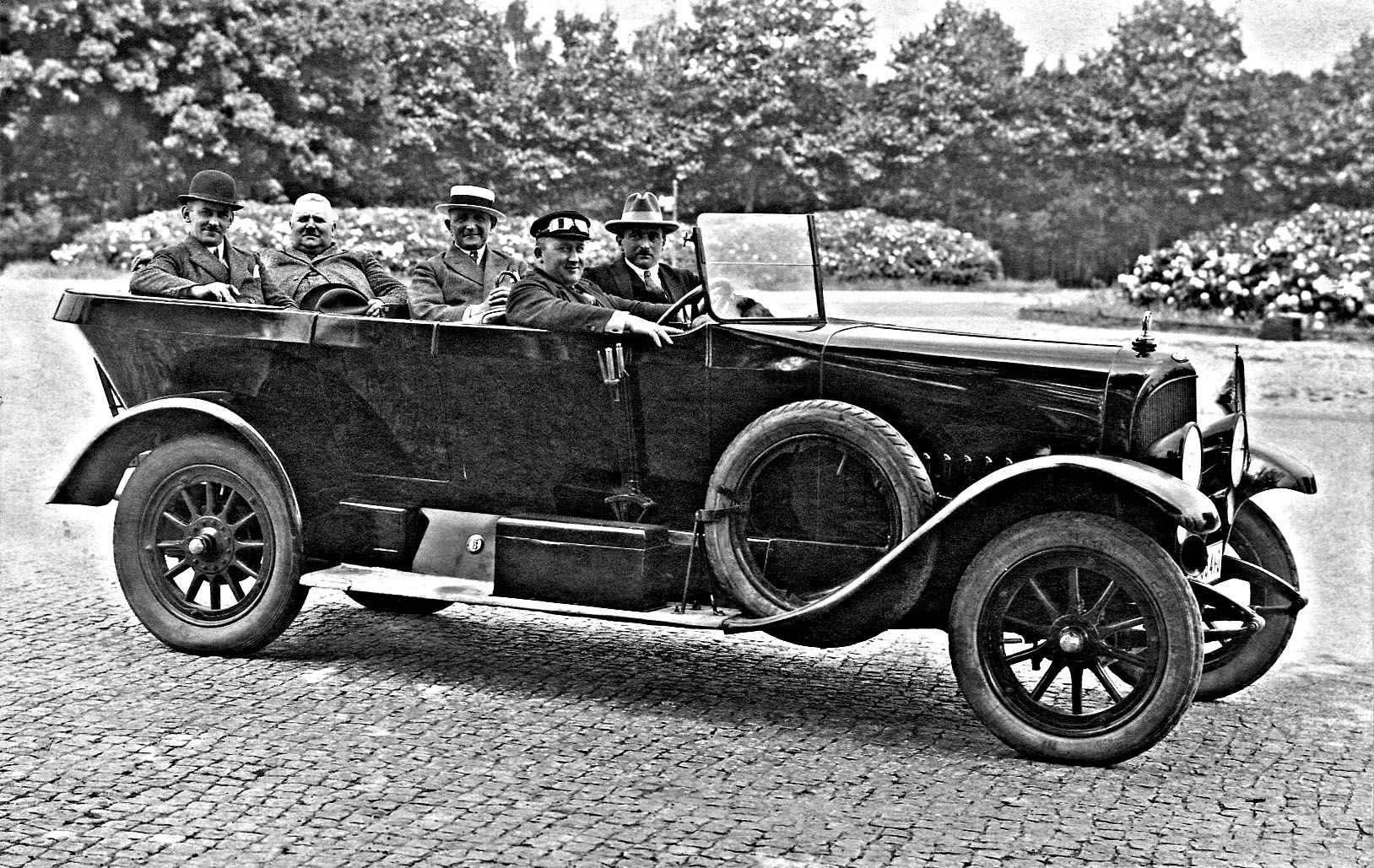
Automobile Selve 9/36 PS, 1926-1927

## Selve 11/45 PS
La première limousine, la 11/45 PS, sortie en 1927, avec le premier moteur six cylindres, in 2 850 cm3 de 45 ch à 2 800 tr/min, boîte trois rapports pour une vitesse de 90 km/h.

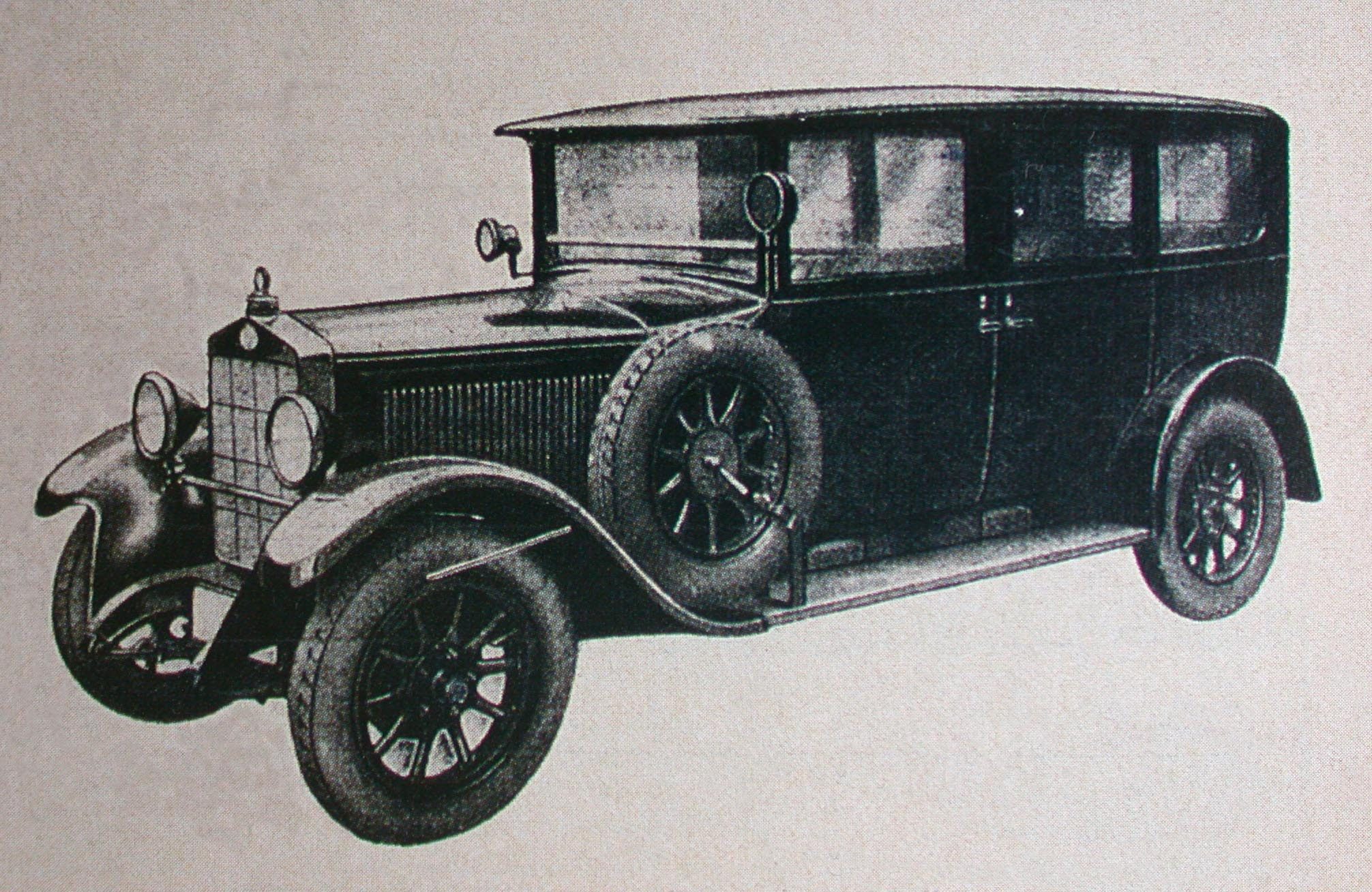
Selve 11/45 PS Limousine 1927, 6-7 places
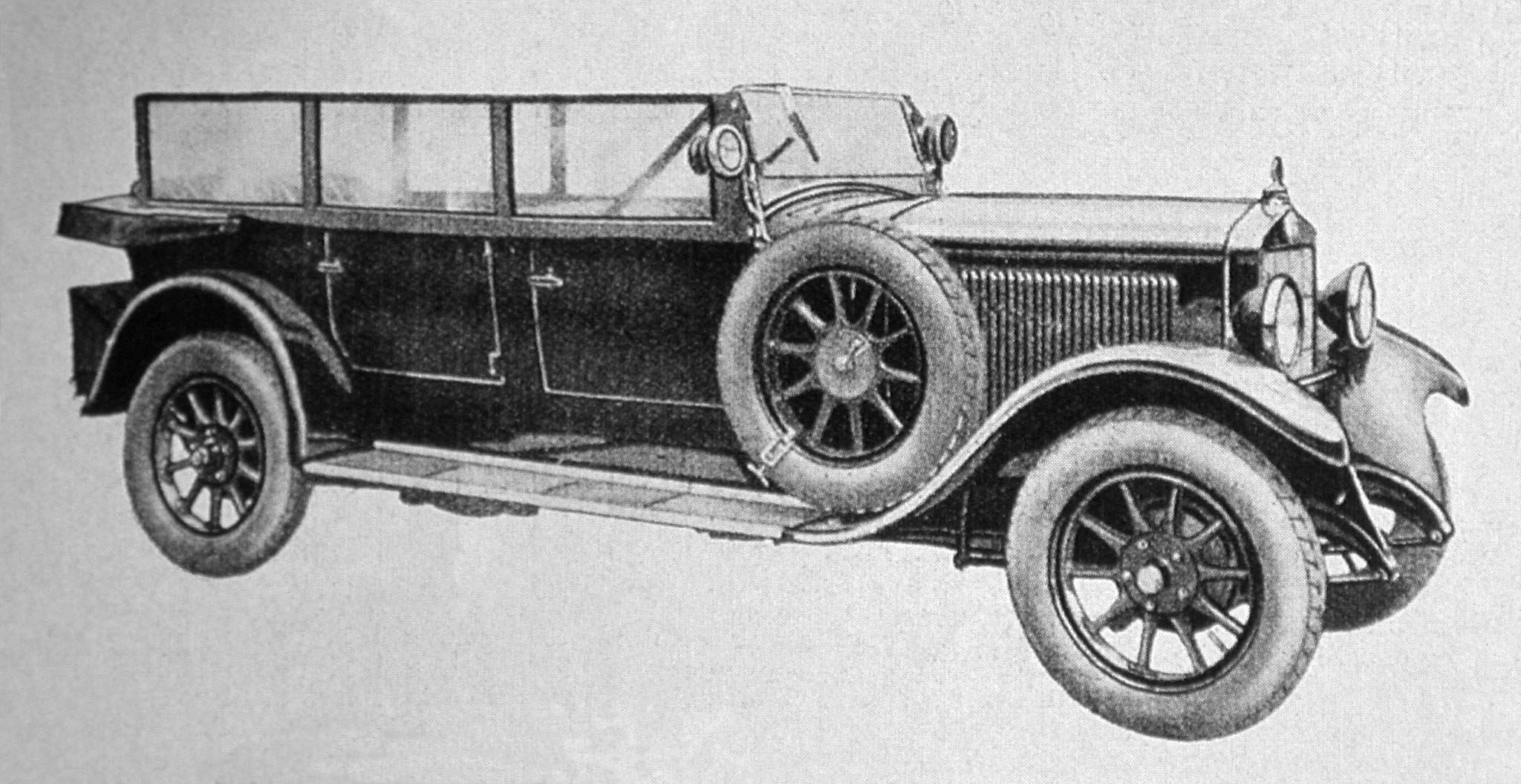
Selve 11/45 PS Phaeton 1927, 6-7 places

## Selve 12/50 PS
Suivie en 1928 par la 12/50 PS, six cylindres de 3 096 cm3 de 50 ch à 3 000 tr/min.

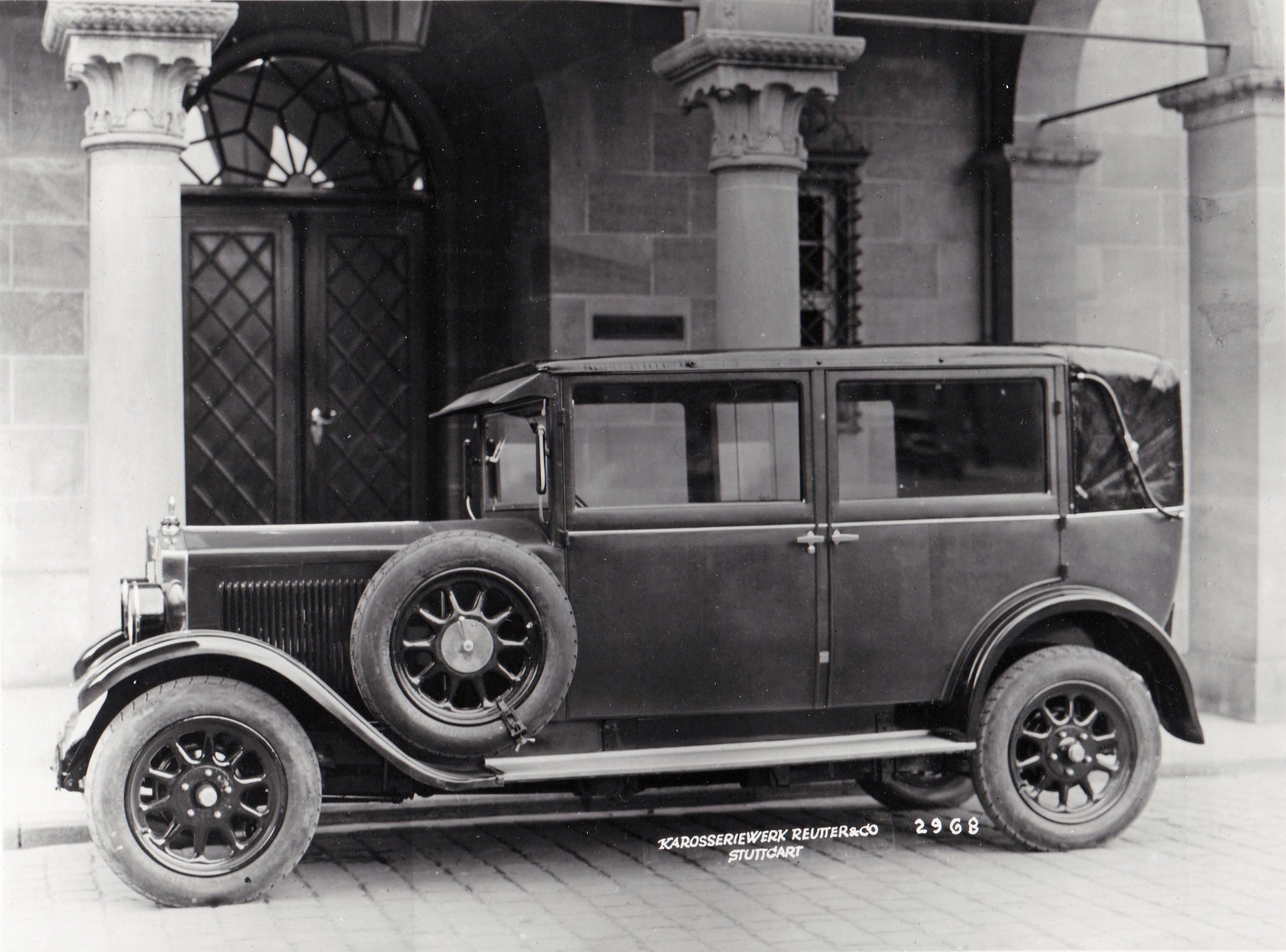
1929-02-28 Automobile SELVE 12-50, carrosserie REUTTER & Co (1)
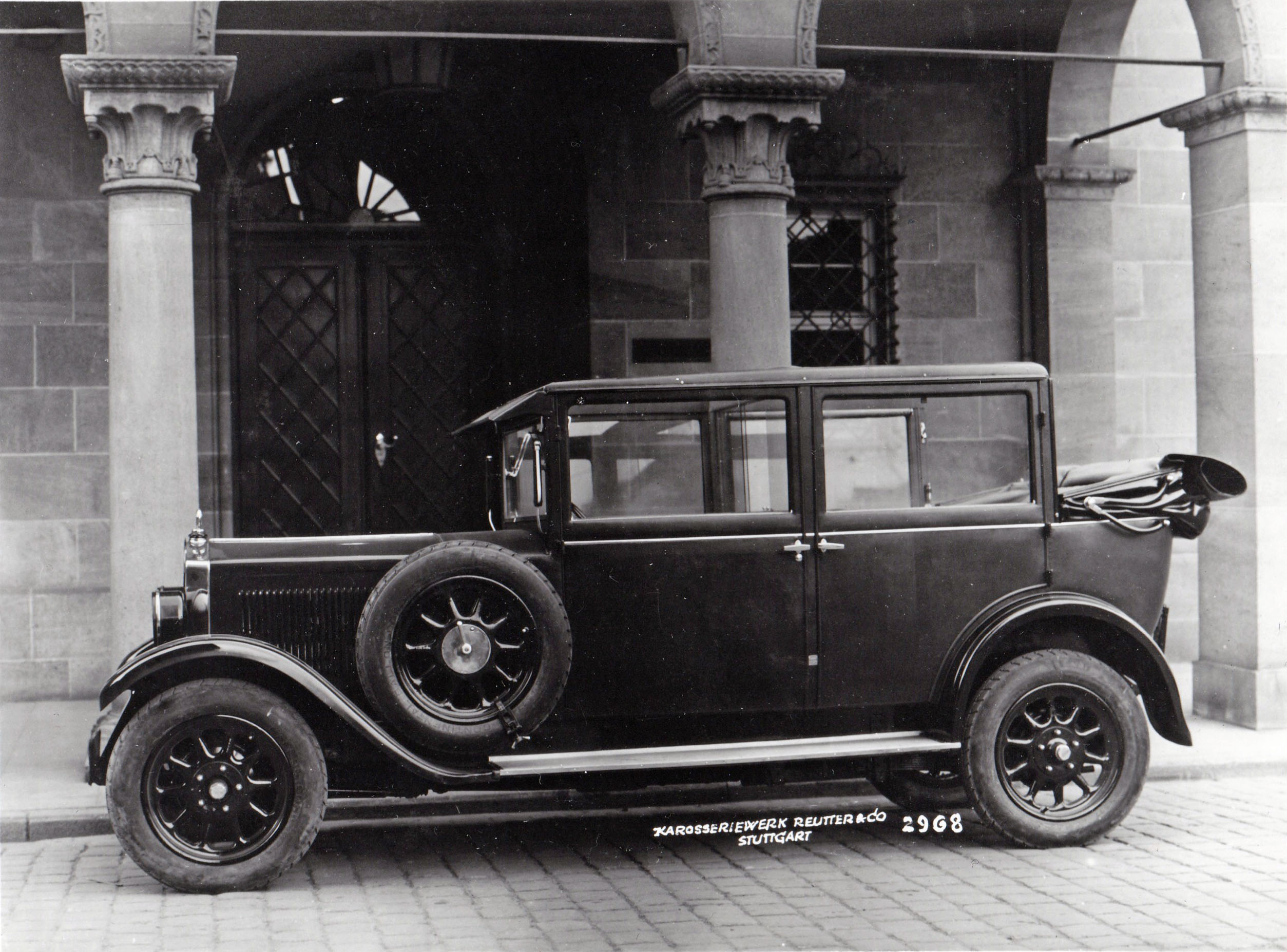
1929-02-28 Automobile SELVE 12-50, carrosserie REUTTER & Co (2)
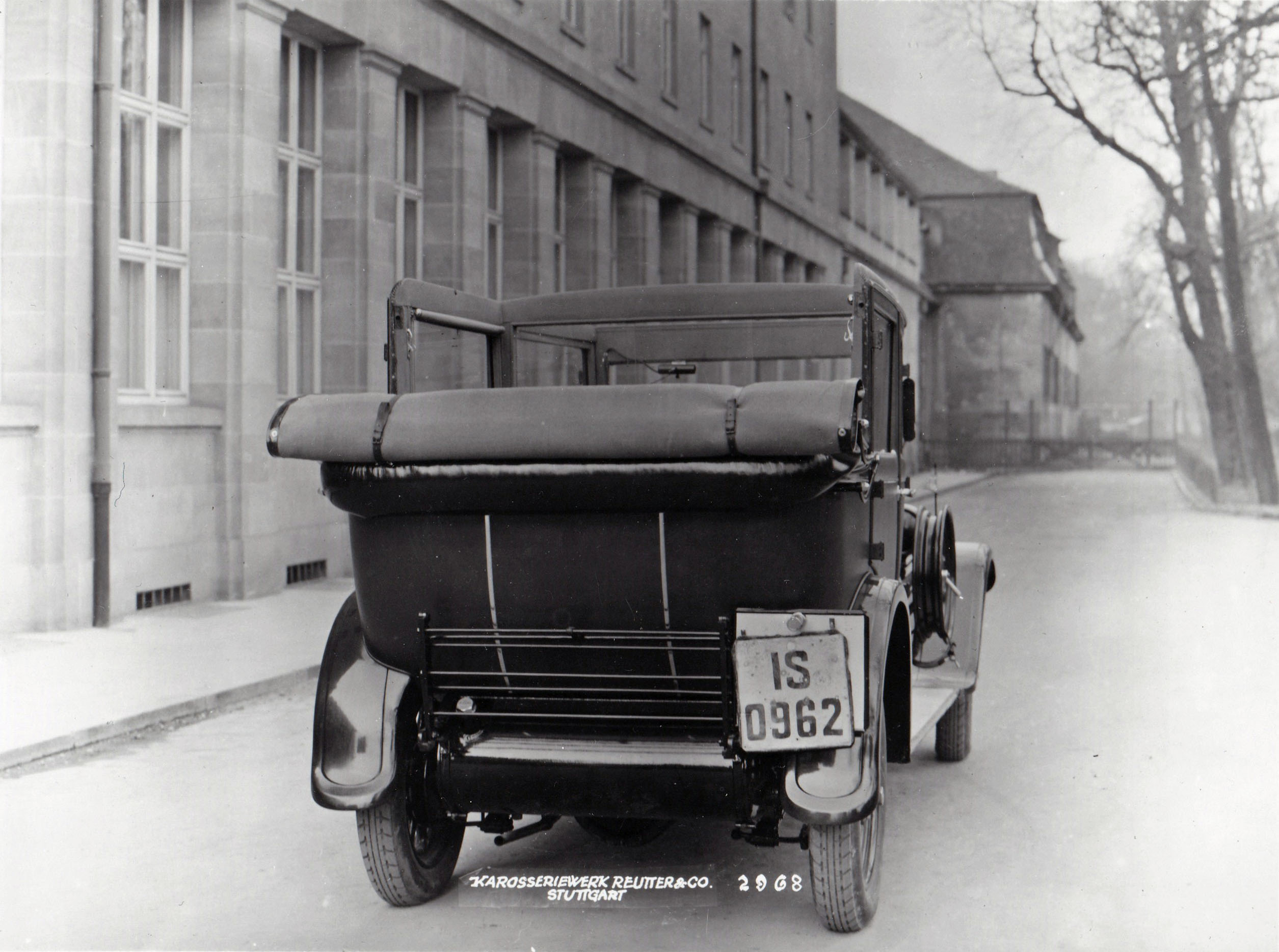
1929-02-28 Automobile SELVE 12-50, carrosserie REUTTER & Co (3)

## Selve Selecta
La dernière limousine produite était la Selecta de 1929 dotée du même moteur que la précédente et d’une boîte à trois rapports également.
La Selve automobilwerk AG. présenta au salon de l’automobile de Berlin en 1928 une Selecta expérimentale six cylindres à traction avant conçue également par Paul Heinz mais qui ne fut, malheureusement, jamais commercialisée.

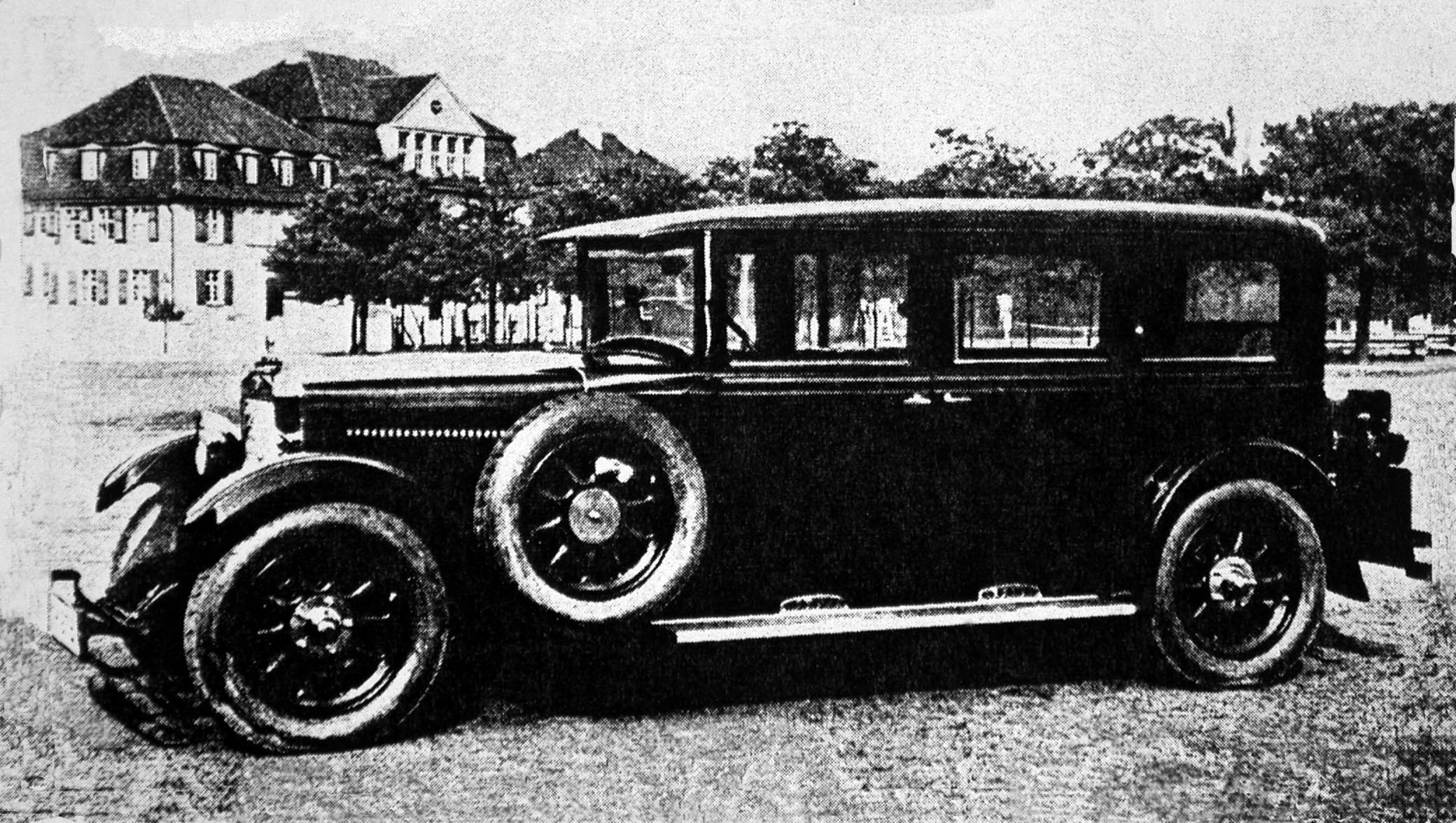
Selve 12/50 Sélecta, limousine pullman 7 places, 1928
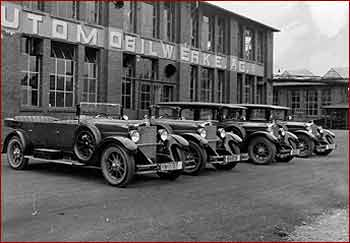
Automobiles SELVE Selekta

## Autres véhicules
La Selve automobilwerk AG. construisait également des véhicules commerciaux et d’incendie, sur la base d’un châssis commun à tous les modèles et équipés de moteurs de 1570 ou 2 086 cm3.
En 1928, entra en production un curieux engin tous terrains à 3 essieux et à transmission intégrale à usage militaire, conçu par Paul Heinz, pesant une tonne et demie à 3 essieux et roues indépendantes, jumelées à l’arrière, mû par le six cylindres 3 096 cm3 de 50 ch de la Selve Selecta et d’une boîte huit vitesses.

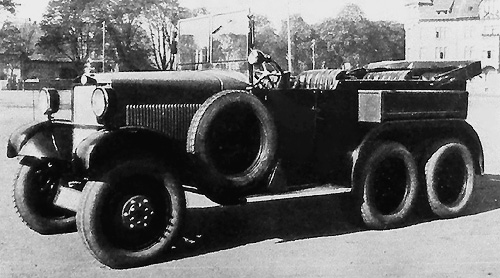
SELVE 6x6 1928. Un des quelques exemplaires de la Selve-Voran (avant-train système Voran), une 6x6 à moteur six cylindres de 3 litres, munie de six roues motrices.

La Selecta ainsi que le véhicule tous terrains restèrent en production jusqu’en 1930, année où, par suite de difficultés financières consécutives au krach de 1929, la fabrication fut définitivement arrêtée après avoir produit environ trois mille véhicules.

## Extrait des palmarès en course
| Class. | Pilote             | Nat. | Voiture                | Temps        | km/h  |
| ------ | ------------------ | ---- | ---------------------- | ------------ | ----- |
| 1      | Carl E. Baumesteir | D    | Wanderer Werke AG 5/15 | 5 min 33 s6  | 64,75 |
| 2      | K. Eimer           | D    | AGA                    | 6 min 35 s 4 | 54,63 |
| 3      | E. Bittner         | D    | Fiat                   | 6 min 54 s 0 | 52,17 |
| 4      | A. Kaiser          | D    | Selve                  | 7 min 24 s 0 | 48,65 |
| 5      | H. Eichmann        | D    | Simson                 | 7 min 46 s 2 | 46,33 |

| Class. | Pilote        | Nat. | Voiture     | Temps        | km/h  |
| ------ | ------------- | ---- | ----------- | ------------ | ----- |
| 1      | Helmut Hirth  | D    | Fafnir 8/50 | 5 min 11 s 2 | 69,41 |
| 2      | Robert Michel | D    | Selve       | 5 min 45 s 2 | 62,5  |

| Class. | Pilote        | Nat. | Voiture    | Temps        | km/h  |
| ------ | ------------- | ---- | ---------- | ------------ | ----- |
| 1      | Hermann Braun | D    | Dixi 6/24  | 5 min 18 s 2 | 67,88 |
| 2      | W. Loge       | D    | AGA 6/20   | 5 min 35 s 0 | 64,48 |
| 3      | K. Kappler    | D    | Benz       | 5 min 16 s 1 | 68,33 |
| 4      | Robert Michel | D    | Selve 6/24 | 5 min 45 s 0 | 62,61 |
| 5      | G. Hartlieb   | D    | Falcon     | 5 min 55 s 3 | 60,79 |

| Class. | Pilote         | Nat. | Voiture    | Temps        | km/h  |
| ------ | -------------- | ---- | ---------- | ------------ | ----- |
| 1      | Franz Waldhier | D    | NSU 8/24   | 5 min 04 s 2 | 71,01 |
| 2      | O. Hardt       | D    | NSU 8/24   | 5 min 50 s 1 | 61,7  |
| 3      | H. Weib        | D    | NSU 8/24   | 5 min 45 s 4 | 62,54 |
| 4      | W. Diettrich   | D    | Selve 8/40 | 6 min 02 s 4 | 59,6  |
| 5      | A. Ludwig      | D    | Selve 8/32 | 6 min 03 s 1 | 59,4  |

| Class. | Pilote          | Nat. | Voiture      | Temps        | km/h  |
| ------ | --------------- | ---- | ------------ | ------------ | ----- |
| 1      | A. Dettling     | D    | Selve 8/40   | 5 min 02 s 4 | 71,43 |
| 2      | H. Endress      | D    | Presto D     | 5 min 12 s 1 | 69,21 |
| 3      | A. Wickenhäuser | D    | NSU 8/24     | 5 min 17 s 3 | 68,07 |
| 4      | R. Dürkopp      | D    | Dürkopp 8/30 | 5 min 53 s 1 | 61,17 |
| 5      | A. Börner       | D    | Ansaldo 4 CS | 6 min 02 s 1 | 59,65 |

| Class. | Pilote          | Nat. | Voiture    | Temps        | km/h  |
| ------ | --------------- | ---- | ---------- | ------------ | ----- |
| 1      | Friedrich Eitel | D    | Turbo      | 4 min 51 s 0 | 74,23 |
| 2      | A. Wickenhäuser | D    | NSU 8/24   | 4 min 53 s 0 | 73,72 |
| 3      | W. Müller       | D    | Turbo      | 4 min 54 s 1 | 73,44 |
| 4      | A. Leiber       | D    | Selve 8/40 | 4 min 54 s 1 | 73,44 |
| 5      | Robert Michel   | D    | Selve 8/40 | 4 min 57 s 1 | 72,7  |

## Musée à Hameln
- Selve-Museum in Hameln (MVCH (Motor-Veteran-Club Hameln)